# Humanitaryzm
Humanitaryzm:
1. Kierunek etyczno-społeczny we Francji w pierwszej połowie XIX w., propagujący hasła egalitaryzmu, braterstwa i ideę ciągłego doskonalenia się rodzaju ludzkiego. Termin wywodzi się od nazwy pisma „Journal humanitaire”.
2. Postawa pełna wyrozumiałości i życzliwości, nacechowana szacunkiem dla człowieka oraz pragnieniem oszczędzenia mu cierpień.
3. Kierunek w sztuce i literaturze XVIII wieku, oparty na idei humanizmu, głoszący wiarę w potęgę rozumu ludzkiego, uznający poznanie człowieka i praw rządzących przyrodą za podstawowe zadanie filozofii, nauki i sztuki.
4. Szkoła humanitarna – kierunek oświeceniowej filozofii i nauk prawnych, dążący do reformy prawa karnego.